# Christine Kappe
Christine Kappe (* 2. Januar 1970 in Einbeck) ist eine deutsche Schriftstellerin.

## Leben und Werk
Christine Kappe studierte Sprachwissenschaft und Geschichte und im Anschluss daran einige Semester am deutschen Literaturinstitut in Leipzig. Sie schreibt Lyrik, Prosa, Theaterstücke und Rezensionen. Ihre Texte sind in der San Marco Handpresse, im Pop Verlag und in der edition offenes feld erschienen, des Weiteren in verschiedenen Literaturzeitschriften, Anthologien und im Internet. Wie kann das sein, ihr erstes Buch, ein Lyrikband, erschien 2013 in der San Marco Handpresse. Christine Kappe lebt in Hannover, wo sie auch als Lehrerin arbeitet. Sie wurde u. a. mit dem Literaturförderpreis der Stadt Leipzig 1996 und dem KUNO-Essay-Preis 2013 ausgezeichnet.

## Einzeltitel
- Den ganzen Tag über brennen die Straßenlampen – Lyrik, edition offenes feld, hrsg. von Jürgen Brôcan, Dortmund 2022, ISBN 978-3-7562-3504-9.
- Variationen über die Stille und andere Stücke, mit Musik von Corinna Eikmeier[1] und 6 Bildern von Irene Klaffke – Theaterstücke, Pop Verlag, Ludwigsburg 2019, ISBN 978-3-86356-258-8.
- Vom Zustand der Welt um 4 Uhr 35, mit 6 Bildern von Irene Klaffke – Erzählungen und Essays, Pop Verlag, Ludwigsburg 2016, ISBN 978-3-86356-123-9.
- Rahling – Roman, Pop Verlag, Ludwigsburg 2014, ISBN 978-3-86356-095-9.
- Wie kann das sein – Gedichtband, mit einer Radierung von Peter Marggraf, San Marco Handpresse, Bordenau 2013, in einer Reihe von Erstveröffentlichungen, hrsg. von Hans Georg Bulla.

## Herausgabe
- Regenbogenwettergeschichten – Kinder schreiben für Kinder, Herausgabe, Hannover, Februar 2010, incl. CD-Rom.

## Anthologien (Auswahl)
- Rainer Maria Gassen (Hrsg.): Ohne Filter, Gedichte und Gedichtübertragungen von Christine Kappe, Sigune Schnabel und Cornelius van Alsum, Bilder von Christine Bietz, Sonettenpresse[2], Bonn 2021, ISBN 978-3-948569-11-2.
- Axel Kutsch (Hrsg.): Versnetze_dreizehn. Verlag Ralf Liebe, Weilerswist 2020, ISBN 978-3-948682-02-6.
- Hans Georg Bulla (Hrsg.): So weiß das Papier – Von Wörtern, Bildern und Büchern, San Marco Handpresse, Bordenau, Venezia 2019.
- Christoph Buchwald, Mirko Bonné (Hrsg.): Jahrbuch der Lyrik 2019, Schöffling & Co, Frankfurt a. M. 2019, ISBN 978-3-89561-682-2.
- Aura Heydenreich, Klaus Mecke (Hrsg.): Science meets Fiction – Poesie und Mikroskopie, homunculus verlag, Erlangen 2018, ISBN 978-3-946120-55-1.
- Shafiq Naz (Hrsg.): Der deutsche Lyrikkalender für junge Leser, Belgien 2013, ISBN 978-2-87448-045-4.
- Shafiq Naz (Hrsg.): Der deutsche Lyrikkalender, Belgien 2013, ISBN 978-2-87448-042-3.
- Reinhard Rakow (Hrsg.): Trotz alledem, Anthologie zu den vierten Berner Bücherwochen, Vechta 2013, ISBN 978-3-86685-434-5.